# Уджарма
Уджарма (груз. უჯარმა) — село в муніципалітеті Сагареджо, мхаре Кахеті, Грузія. Висота над рівнем моря становить 770 метрів. Населення — 445 осіб (2014).